# کنت ماسی
کنت ماسی (انگلیسی: Kent Massey؛ زادهٔ april ۲, ۱۹۵۲ (۷۲ سال)) ورزشکار اهل ایالات متحده آمریکا است.
وی در مسابقات کشوری و بین‌المللی در مجموع برندهٔ ۱ مدال برنز شده‌است.